# سولویگ پدرسن
سولویگ پدرسن (انگلیسی: Solveig Pedersen؛ زادهٔ ۶ سپتامبر ۱۹۶۵) اسکی‌باز صحرانوردی اهل نروژ است.